# Diocesi di Tubusuptu
La diocesi di Tubusuptu (in latino: Dioecesis Tubusupitana) è una sede soppressa e sede titolare della Chiesa cattolica.

## Storia
Tubusuptu, identificabile con la località di Tiklat nel comune di El Kseur nell'odierna Algeria, è un'antica sede episcopale della provincia romana della Mauritania Sitifense.
Sono due i vescovi noti di questa diocesi africana. Alla conferenza di Cartagine del 411, che vide riuniti assieme i vescovi cattolici e donatisti dell'Africa romana, prese parte il donatista Florentino, senza avversario cattolico. Il nome di Massimo appare all'8º posto nella lista dei vescovi della Mauritania Sitifense convocati a Cartagine dal re vandalo Unerico nel 484; Massimo, come tutti gli altri vescovi cattolici africani, fu condannato all'esilio.
Dal 1933 Tubusuptu è annoverata tra le sedi vescovili titolari della Chiesa cattolica; dal 7 gennaio 2009 il vescovo titolare è José Javier Travieso Martín, vicario apostolico di San José del Amazonas.

## Cronotassi

### Vescovi residenti
- Florentino † (menzionato nel 411) (vescovo donatista)

- Massimo † (menzionato nel 484)

### Vescovi titolari
- Alphonse Marie Van den Bosch, C.SS.R. † (18 dicembre 1965 - 26 marzo 1973 deceduto)
- Armando Trindade † (5 luglio 1973 - 10 luglio 1975 nominato vescovo di Lahore)
- Raphaël Nguyễn Văn Diệp † (15 agosto 1975 - 20 dicembre 2007 deceduto)
- José Javier Travieso Martín, C.M.F., dal 7 gennaio 2009